# J. Sturms Flora von Deutschland in Abbildungen nach der Natur
J. Sturms Flora von Deutschland in Abbildungen nach der Natur (abreviado Deutschl. Fl. (Sturm), ed. 2.) es un libro con ilustraciones y descripciones botánicas que fue escrito por el botánico alemán Ernst Hans Ludwig Krause y publicado en Stuttgart en 15 volúmenes en los años 1900-1907, con el nombre de J. Sturms Flora von Deutschland in Abbildungen nach der Natur. Edition: 2. umgearb. Aufl. 

## Publicación
- Volumen n.º 1, 1906;
- Volumen n.º 2, 1900;
- Volumen n.º 3, 1900;
- Volumen n.º 4, 1905;
- Volumen n.º 5, 1901;
- Volumen n.º 6, 1902;
- Volumen n.º 7, 1902;
- Volumen n.º 8, 1904;
- Volumen n.º 9, 1901;
- Volumen n.º 10, 1903;
- Volumen n.º 12, 1904;
- Volumen n.º 13, 1905;
- Volumen n.º 14, 1906;
- Volumen n.º 15, 1907